# Delosperma cronemeyerianum
Delosperma cronemeyerianum là một loài thực vật có hoa trong họ Phiên hạnh. Loài này được (A.Berger) H.Jacobsen ex H.E.K.Hartmann mô tả khoa học đầu tiên năm 2002 publ. 2001.